# كريستيان كروغ (سياسي)
كريستيان كروغ هو قانوني وسياسي نرويجي، ولد في 15 يناير 1777 في ياردروم في النرويج، وتوفي في 10 نوفمبر 1828 في كريستيانية ‏ في النرويج.

## مناصب
- انتخب  (فبراير 1815 – أبريل 1816).
- انتخب  (28 يناير 1818 – 4 مارس 1818).
- انتخب  (مايو 1817 – 18 أكتوبر 1817).
- انتخب  (أغسطس 1816 – أكتوبر 1816).
- انتخب Minister of Education and Church Affairs ‏ (سبتمبر 1816 – نوفمبر 1817).
- انتخب Minister of Justice and Public Security [الإنجليزية]‏ (أكتوبر 1817 – مارس 1818).
- انتخب عضو برلمان النرويج  [لغات أخرى]‏ عن دائرة  خلال فترته النيابية ‏ (1827 – 1829).
- انتخب عضو برلمان النرويج  [لغات أخرى]‏ عن دائرة  خلال فترته النيابية ‏ (1824 – 1826).
- انتخب عضو برلمان النرويج  [لغات أخرى]‏ عن دائرة  خلال فترته النيابية ‏ (1821 – 1823).
- انتخب عضو برلمان النرويج  [لغات أخرى]‏ عن دائرة  خلال فترته النيابية ‏ (8 أكتوبر 1814 – 26 نوفمبر 1814).
- انتخب .
- انتخب Minister of Finance of Norway ‏ (أغسطس 1816 – أكتوبر 1816).
- انتخب President of the Parliament of Norway  [لغات أخرى]‏.